# Assassinio nella cattedrale
Assassinio nella cattedrale (deutsch: Mord in der Kathedrale) ist eine Oper (Originalbezeichnung: „Tragedia musicale“) in zwei Akten und einem Intermezzo von Ildebrando Pizzetti (Musik) mit einem eigenen Libretto nach T. S. Eliots Versdrama Murder in the Cathedral. Die Uraufführung erfolgte am 1. März 1958 im Teatro alla Scala Mailand.

## Handlung
Die Oper handelt von der Ermordung Thomas Beckets im Jahr 1170. Becket war 1162 als Freund und Ratgeber des englischen Königs Heinrich II. zum Erzbischofs von Canterbury ernannt worden, geriet dann jedoch mit diesem in einen Konflikt über die Unabhängigkeit der Kirche. Ab 1164 verbrachte er mehrere Jahre im Exil in Frankreich. Nach seiner vom Volk gefeierten Rückkehr war er weiterhin nicht zu einer Einigung mit dem König zu bewegen. Am 29. Dezember 1170 wurde er von vier Rittern des Königs in der Kathedrale ermordet.

### Erster Akt
Ein Platz zwischen der Kathedrale und dem Sitz des Erzbischofs; ein grauer Winternachmittag
Der Chor der Frauen von Canterbury mit ihren beiden Koryphäen (Chorführerinnen) nähert sich auf der Straße links der Kathedrale, um den Erzbischof Tommaso (Thomas Becket) zu begrüßen. Sie fürchten neue Repressalien durch den König. Aus der Kathedrale kommen ihnen drei Priester entgegen, die sich über die langwierigen sinnlosen Verhandlungen der Könige und Bischöfe auslassen. Ein Herold meldet die Ankunft Becketts. Weitere Gruppen von Priestern kommen hinzu. Der Herold berichtet, dass der Erzbischof mit Genehmigung des Papstes und des französischen Königs zurückgekehrt sei. Die Reaktion des englischen Königs dagegen könne niemand voraussagen. Er geht und lässt die Anwesenden mit zwiespältigen Gefühlen zurück. Während die Frauen ihren Sorgen Ausdruck verleihen, fordern die drei Priester sie auf, Tommaso willkommen zu heißen.
Umgeben vom Chor der Priester erscheint der Erzbischof und fordert ein Ende des Streitgesprächs. Der zweite Priester entschuldigt sich für das Verhalten der Frauen und versichert ihm, dass sich seine Räume im selben Zustand befinden, wie er sie verlassen hatte. Tommaso entgegnet, er werde die Zimmer in ebendiesem Zustand zurücklassen, wenn er wieder gehe. Er hebt die Arme, um die Frauen zu segnen. Diese flehen ihn an, nach Frankreich zurückzukehren. Der Erzbischof betritt mit den drei Priestern seinen Amtssitz.
Studierzimmer im Amtssitz des Erzbischofs
Tommaso berichtet den drei Priestern von der trotz seiner vielen Gegner glücklich verlaufenen Reise. Er entlässt die Priester, begibt sich zum Tisch und nimmt ein Buch zur Hand. Nun erscheinen ihm nacheinander vier „Versucher“. Der erste summt ein Tanzlied und erinnert Tommaso dann an die glückliche Zeit seiner Freundschaft mit dem König, die jetzt wiederkehren könnte. Tommaso entgegnet, dass er damit zwanzig Jahre zu spät komme. Der erste Versucher verschwindet.
Statt seiner erscheint ein zweiter Versucher in Begleitung zweier Ritter, die Tommaso die Insignien seines Amts entgegenhalten: einen prächtigen Mantel aus purpurnem Brokat und ein juwelenbesetztes Zepter. Er verweist Tommaso auf den Einfluss, den er in seiner Position auf den König ausüben könnte. Wenn er sich darauf einlasse, könne er seine Macht noch vergrößern. Tommaso erwidert, dass er seine Aufgabe darin sehe, den König zu verdammen, nicht mit seinen Dienern gemeinsame Sache zu machen. Der Versucher und die beiden Ritter entschwinden. Draußen klagen die Frauen: Die Luft sei schwer und voller übler Gerüche. Tommaso begibt sich zum Fenster und denkt über die Verlockungen nach.
Ein dritter Versucher tritt ein. Er versichert Tommaso, dass keine Hoffnung auf eine Versöhnung mit dem König mehr bestehe. Er solle sich stattdessen mit den normannischen Baronen verbünden und den König mit militärischen Mitteln bekämpfen. Tommaso antwortet, dass er nicht einmal dem König traue. Daher könne er sich auch auf niemand anderen als auf Gott verlassen. Zudem solle man ihm nicht nachsagen, er hätte einen König verraten.
Der vierte Versucher erscheint lediglich in Gestalt eines großen Schattens an der Wand. Er bestätigt Tommaso darin, dass alle anderen Wege für ihn verschlossen seien, und macht ihm Aussicht auf einen Tod als Märtyrer. Als solcher werde er ewigen Ruhm erlangen. Dieser Versuchung kann Tommaso nicht so leicht widerstehen – hatte er doch bereits selbst davon geträumt. Der Schatten verschwindet, und Tommaso wirft sich vor dem Kruzifix auf den Boden.
Draußen klagen die Frauen erneut. Sie vermeinen, Dämonen in den Lüften fliegen zu sehen. In den Chor mischen sich die Worte der vier Versucher, die auf die Unwirklichkeit des menschlichen Lebens und die Unbeugsamkeit Tommasos hinweisen. Die beiden Koryphäen flehen Tommaso an, sich selbst zu retten, da er nur so auch sie retten könne. Nachdem sich Tommaso erhoben hat, erscheint er wie verklärt. Er hält die letzte Versuchung für die größte – nachdem er in den vergangenen dreißig Jahren vor allem nach Vergnügungen, Ruhm und Ehre gesucht hatte. Er ist nun bereit, sein Schicksal bis zum Tod durch das Schwert zu erdulden.

### Intermezzo
Weihnachtsmorgen 1170 in der Kathedrale
Tommaso hält eine Weihnachtspredigt. Nach einer Einleitung mit einem Zitat des Gloria und einem instrumentalen Zwischenspiel erläutert er dem Volk den Sinn des Märtyrertums. Er verkündet, dass er wohl nicht noch einmal zu ihnen sprechen könne und sie bald einen neuen Märtyrer haben würden.

### Zweiter Akt
Der Platz zwischen der Kathedrale und dem Sitz des Erzbischofs, wie am Anfang des ersten Akts
Die Frauen klagen darüber, dass nicht einmal zu Weihnachten Frieden auf der Welt herrsche. Eine kleine Gruppe von Mönchen und Priestern erscheint, gefolgt von den drei Solo-Priestern mit jeweils einem Akolythen, welche die Banner des Heiligen Stephanus, des Apostels Johannes und der „Heiligen Unschuldigen“ tragen. Alle sind unsicher, was die Zukunft bringen wird.
Die Priester des Chores und die Bannerträger entfernen sich, als plötzlich vier Ritter auftauchen und ungeduldig den Erzbischof zu sprechen verlangen. Der erste Priester betritt den Bischofspalast, um Tommaso zu holen. Dieser kommt mit einigen Priestern, Mönchen und Dienern und teilt den beiden anderen Priestern mit, dass die erwartete Zeit wohl gekommen sei und sie auf dem Tisch einige unterschriebene Dokumente finden werden. Dann wendet er sich den Rittern zu. Diese erinnern Tommaso daran, dass er sein Amt dem König verdanke und bezichtigen ihn des Verrats. Tommaso widerspricht: er habe die königlichen Befehle immer genauestens befolgt. Die Ritter wollen keine Ausreden hören. Der König habe befohlen, dass er, falls er sich nicht vor dem König persönlich rechtfertigen wolle, noch vor Morgengrauen abreisen müsse. Tommaso entgegnet, dass sie die königlichen Anordnungen öffentlich vorbringen müssten. Er werde sie dann ebenfalls öffentlich zurückweisen. Da die Ritter zu den Waffen zu greifen scheinen, treten die Mönche und Diener dazwischen, um Tommaso zu verteidigen. Tommaso winkt sie zurück und erklärt den Rittern, dass er sich entschieden weigere, vor den König zu treten und sich nicht erneut von seiner Gemeinde trennen lassen werde. Er wolle den Fall stattdessen Rom vortragen. Falls man ihn aber zuvor ermorden sollte, werde er sich aus dem Grab erheben und ihn Gott selbst vorlegen. Die Ritter drohen, mit Schwertern zurückzukehren, und ziehen sich zurück.
Die Frauen klagen über böse Vorahnungen und bitten Tommaso, für sie zu beten. Tommaso erklärt, dass diese Ereignisse Teil des göttlichen Plans seien. Es sei nur ein Moment – dann werde ein weiterer Moment kommen, in dem sie mit Freude und Schmerz erfüllt würden. Anschließend aber werde sich alles in süße Erinnerung verwandeln und irreal wie ein Traum scheinen. Die drei Priester flehen Tommaso an, sich schnellstens ins Kloster zu begeben, um sein Leben zu retten. Dort solle er die Vesper halten. Obwohl Tommaso sein Schicksal draußen erwarten will, ziehen ihn die Priester mit sich in die Kathedrale. Die Frauen fliehen erschrocken.
In der Kathedrale
Hinter dem Alter singen die Priester das Dies irae, während die Frauen ihrem Schrecken Ausdruck geben. Eine kleine Gruppe von Priestern und Mönchen tritt ein, um die Kirchentüren zu verriegeln. Tommaso aber befiehlt, sie wieder zu öffnen, denn die Kirche müsse auch für ihre Gegner geöffnet bleiben. Schon dringen die vier offensichtlich betrunkenen Ritter in die Kathedrale und rufen nach Tommaso, den sie als Verräter des Königs und Intriganten der Kirche beschimpfen. Tommaso tritt ihnen furchtlos entgegen – bereit, sein Blut für das des Erlösers zu geben. Die Ritter fordern ihn ein letztes Mal auf, die von ihm ausgeübten Exkommunikationen zurückzunehmen, seine usurpierte Macht abzugeben und den gebrochenen Gehorsamseid zu erneuern. Als Tommaso sich weigert, dringen die Ritter auf ihn ein. Einige Priester und Mönche versuchen noch, ihn abzuschirmen, werden aber von den Rittern fortgedrängt. Die Ritter töten Tommaso. Die Anwesenden schreien vor Entsetzen auf. Die Ritter erklären ihnen, dass sie aus Liebe zum Land und zum König gehandelt hätten, auch wenn der König das nicht zugeben werde und ihnen selbst nun nichts anderes übrig bleibe, als ins Exil zu gehen. Becket habe genug Möglichkeiten gehabt, diesem Ende zu entgehen, aber er selbst habe das Märtyrertum gewünscht. Ihre Tat sei daher gerechtfertigt. Man könne seinen Tod als einen Selbstmord wegen Geisteskrankheit bezeichnen – aber dennoch sei er ein großer Mann gewesen. Die Ritter verlassen die Kathedrale. Die Zurückgebliebenen preisen Gott in einem Gloria für das Blut seiner Heiligen und Märtyrer und bitten den seligen Tommaso, für sie zu beten.

## Gestaltung
Pizzetti schrieb die Oper nach einer zwei Jahrzehnte währenden Schaffenskrise. Er erreichte damit insbesondere in den Chören und der Darstellung der Titelrolle beinahe wieder die Qualität seiner frühen Werke, woran sicher auch die Stringenz des Textes einen großen Anteil hatte.
Schon seit seiner ersten Oper Fedra von 1915 war Pizzetti auf der Suche nach einem neuen Operntypus, der sich an die Oper des 17. Jahrhunderts und an das Prosatheater anlehnen sollte. Dabei ging es ihm wie seinen Kollegen Gian Francesco Malipiero und Ottorino Respighi in erster Linie darum, das Erbe des Verismo hinter sich zu lassen, den sie als dekadent empfanden. Auch Assassinio nella cattedrale steht in dieser Tradition. Es handelt sich um eine „antidramatische“ Oper, in der dem Gebet eine besondere Stellung eingeräumt wird. Ähnlich wie im griechischen Drama stehen dem Chor sogenannte Koryphäen vor. Die Gesangslinien sind durch eine schlichte, an den gregorianischen Gesang erinnernde Deklamation gekennzeichnet. Es gibt nur wenige polyphone Strukturen. Die Harmonik ist tonal und verwendet häufig modale Formeln.

### Instrumentation
Die Orchesterbesetzung der Oper enthält die folgenden Instrumente:
- Holzbläser: Piccoloflöte, zwei Flöten, zwei Oboen, Englischhorn, zwei Klarinetten, Bassklarinette, zwei Fagotte, Kontrafagott
- Blechbläser: vier Hörner, drei Trompeten, drei Posaunen, Basstuba (auch Tuba)
- Pauken, Schlagzeug: Große Trommel, Tamtam, hängendes Becken, Becken, Glocke in c’
- Celesta
- Harfe
- Streicher
- Bühnenmusik hinter der Szene: Flöte, Gitarre, zwei Violen, Violoncello, Glocken in as, c’, fis’, a’, h’ und e’’ (2 Spieler), Glocke unbestimmter Tonhöhe („campana a calotta [non tubolare!]“)

## Werkgeschichte
Assassinio nella cattedrale ist ein Spätwerk Ildebrando Pizzettis. Das Libretto basiert auf T. S. Eliots Versdrama Murder in the Cathedral, das Pizzetti selbst anhand der italienischen Übersetzung von Alberto Castelli für seine Oper umarbeitete. Er hatte den Text am 5. April 1956 erworben und schon kurz darauf seine Entwurfsskizzen T. S. Eliot zur Begutachtung vorgelegt.
Bei der Uraufführung am 1. März 1958 im Teatro alla Scala in Mailand sangen Nicola Rossi-Lemeni (Tommaso Beckett), Leyla Gencer (1. Koryphäe), Gabriella Carturan (2. Koryphäe), Mario Ortica (1. Priester), Dino Dondi (2. Priester), Adolfo Cormanni (3. Priester), Aldo Bertocci (Herold), Mirto Picchi (1. Versucher), Antonio Cassinelli (2. Versucher), Nicola Zaccaria (3. Versucher), Lino Puglisi (4. Versucher), Rinaldo Pelizzoni (1. Ritter), Enrico Campi (2. Ritter), Silvio Maionica (3. Ritter), Marco Stefanoni (4. Ritter). Die musikalische Leitung hatte Gianandrea Gavazzeni, Regie führte Margherita Wallmann, und das Bühnenbild stammte von Piero Zuffi. Die Aufführung wurde allgemein gut aufgenommen.
Den Abschnitt mit der Selbstrechtfertigung der Mörder vor dem Schlusschor strich Pizzetti später.
Die Oper wurde in den folgenden Jahren international häufig aufgeführt, meist mit Rossi-Lemeni in der Titelrolle: 1958 in Mexiko, Rom, beim Festival von Ellenville und konzertant in der Carnegie Hall New York, 1959 in Triest, Barcelona, Neapel, Lissabon und Rom (im Auditorio di Via della Conciliazione vor Papst Johannes XXIII.), 1959 und 1960 beim Empire State Music Festival in New York (mit Plinio Clabassi als Tommaso), 1960 in Venedig (ebenfalls mit Plinio Clabassi), Genua, Rio de Janeiro und Wien (in deutscher Sprache mit Hans Hotter in der Titelrolle; Leitung: Herbert von Karajan), 1961 beim Maggio Musicale Fiorentino und in Treviso, 1962 in Coventry und London (in einer englischen Übersetzung von Geoffrey Dunn), 1963 in Antwerpen, 1966 beim Festival de Puebla in Mexiko, 1967 in Catania und Buenos Aires, 1968 in Parma und 1978 in Barcelona. 2000 sang Ruggero Raimondi die Titelpartie in einer Aufführung in Turin in einer Inszenierung von John Cox unter der musikalischen Leitung von Bruno Bartoletti. Von einer Aufführung vom 22. Dezember 2006 aus der Basilika San Nicola in Bari wurde ein Video-Mitschnitt erstellt. 2009 wurde sie in Mailand gespielt, und 2011 an der Oper Frankfurt.

## Aufnahmen
- 1. März 1958 (live aus Mailand, Uraufführung): Gianandrea Gavazzeni (Dirigent), Orchester und Chor des Teatro alla Scala. Nicola Rossi-Lemeni (Tommaso Beckett), Leyla Gencer (1. Koryphäe), Gabriella Carturan (2. Koryphäe), Mario Ortica (1. Priester), Dino Dondi (2. Priester), Adolfo Cormanni (3. Priester), Aldo Bertocci (Herold), Mirto Picchi (1. Versucher), Antonio Cassinelli (2. Versucher), Nicola Zaccaria (3. Versucher), Lino Puglisi (4. Versucher), Rinaldo Pelizzoni (1. Ritter), Enrico Campi (2. Ritter), Silvio Maionica (3. Ritter), Marco Stefanoni (4. Ritter). HOPE (LP), OPD (CD).[12]:12936
- 5. Dezember 1958 (live, konzertant aus Turin): Ildebrando Pizzetti (Dirigent), Chor und Orchestra Sinfonica Nazionale della RAI Torino. Nicola Rossi-Lemeni (Tommaso Beckett), Virginia Zeani (1. Koryphäe), Anna Maria Rota (2. Koryphäe), Mario Ortica (1. Priester), Mario Boriello (2. Priester), Adolfo Cormanni (3. Priester), Aldo Bertocci (Herold), Rinaldo Pelizzoni (1. Versucher/1. Ritter), Paolo Montarsolo (2. Versucher/2. Ritter), Silvio Maionica (3. Versucher/3. Ritter), Marco Stefanoni (4. Versucher/4. Ritter). Stradivarius CD: STR 10056/57 (2 CD), Legendary Recordings 143 (2 LP).[12]:12937
- 9. März 1960 (live aus Wien, vollständig, deutsche Fassung von Heinrich Schmidt): Herbert von Karajan (Dirigent), Orchester und Chor der Wiener Staatsoper. Hans Hotter (Tommaso Beckett), Hilde Zadek (1. Koryphäe), Christa Ludwig (2. Koryphäe), Kurt Equiluz (1. Priester), Claude Heater (2. Priester), Edmund Hurshell (3. Priester), Anton Dermota (Herold), Gerhard Stolze (1. Versucher/1. Ritter), Paul Schöffler (2. Versucher/2. Ritter), Walter Berry (3. Versucher/3. Ritter), Walter Kreppel (4. Versucher/4. Ritter). Deutsche Grammophon CD: 457 671-2 (2 CD).[12]:12938f
- 21. März 2000 (live aus Turin): Bruno Bartoletti (Dirigent), Orchester, Chor und Coro di Voci bianche des Teatro Regio di Torino und des Conservatorio Giuseppe Verdi. Ruggero Raimondi (Tommaso Beckett), Maria Billeri (1. Koryphäe), Milena Storti (2. Koryphäe), Maurizio Comencini (1. Priester), Carlo Morini (2. Priester), Alessandro Svab (3. Priester), Iorio Zennaro (Herold), Alfred Kim (1. Versucher/1. Ritter), István Kovács (2. Versucher/2. Ritter), Enzo di Matteo (3. Versucher/3. Ritter), Andrea Silvestrelli (4. Versucher/4. Ritter). House of Opera CD.[12]:12940
- 22. Dezember 2006 (Video, live aus der Basilika San Nicola in Bari): Piergiorgio Morandi (Dirigent), Daniele d’Onofrio (Inszenierung), Orchestra Sinfonica della Provincia Bari, Coro A.T.E.R., Coro di voci bianche del Conservatorio di Bari. Ruggero Raimondi (Tommaso Beckett), Paoletta Marrocu (1. Koryphäe), Sonia Zaramella (2. Koryphäe), Saverio Fiore (1. Priester), Filippo Bettoschi (2. Priester), Elia Fabbian (3. Priester), Luca Casalin (Herold), Salvatore Cordella (1. Versucher/1. Ritter), Massimiliano Valleggi (2. Versucher/2. Ritter), Antonio De Gobbi (3. Versucher/3. Ritter), István Kovács (4. Versucher/4. Ritter). Decca 074 3253 (1 DVD).[9]